# Metal Box
Metal Box ist das zweite Studioalbum der britischen Rockband Public Image Ltd. und wurde am 23. November 1979 in der namensgebenden Filmdose in Großbritannien auf den Markt gebracht. Die internationale Veröffentlichung erfolgte als Doppelalbum im Gatefold-Cover unter dem Titel Second Edition.

## Veröffentlichung
In Großbritannien veröffentlichte Virgin Records das Album 1979 als Metal Box auf drei 12″-Singles (45 rpm) in einer grauen Blechdose mit der Auflage von 60.000 Exemplaren. Die internationalen Vertriebspartner Island Records und Warner Bros. Records verzichteten auf diese kostspielige Verpackung und lieferten das Album mit dem Titel Second Edition als Doppel-LP (33⅓ rpm) in einer konventionellen Schallplattenhülle aus. Am 22. Februar 1980 folgte die Second Edition auch für den britischen Markt. 1986 erschien das Album erstmals auf CD. 2006 wurde es als limitierte Sammlerausgabe mit 3 LPs in einem Replikat der Metalldose neu aufgelegt, 2009 folgte die Metal Box mit 3 CDs. 2016 veröffentlichte Virgin Records das Album als „Super Deluxe Edition“ mit 4 CDs in einer Metallschachtel. 2015 erschien Second Edition in Japan als SACD.

## Hintergrund
Public Image Ltd. vereinte auf Metal Box Einflüsse aus Krautrock (besonders die deutsche Band Can) und Avantgarde mit Elementen von Punk, Dub, Industrial, Funk, Ambient, New Wave und Noise. Das Album ist geprägt von Jah Wobbles tiefen, repetitiven Basslinien und Keith Levenes metallisch klingender Gitarre. Für Sänger und Songwriter John Lydon bedeutete das experimentelle bis kakophonische Album die endgültige Abkehr von seinem medienwirksamen Image als Frontmann der Sex Pistols.

„Eine schwer erklärbare Unruhe erfüll[t]e das ganze Album. Bei „Careering“ kämpfte eine Basslinie heftig gegen einen fast unerträglichen Haufen elektronischer Schreie an. „Radio 4“ klang wie ,Muzak‘ von jenseits des Grabes, und „Bad Baby“ erzählte eine seltsame, spannende Geschichte inmitten heftiger Limbo-Drums, Bass und dem Dröhnen von Casio-Synthesizern. Am beunruhigendsten war das schreckliche Drama von „Poptones“ mit seiner endlosen, zyklischen Gitarrentonfolge, deren Wirkung ein alptraumhaftes Déjà-vu war.“

Metal Box wurde zwischen März und Oktober 1979 mit wechselnden Schlagzeugern eingespielt. David Humphrey wurde frühzeitig von Richard Dudanski abgelöst, welcher wiederum im September 1979 ausstieg und von Martin Atkins ersetzt wurde.
Das ursprüngliche Single-Format des Albums verweist auf gängige Veröffentlichungen in der Disco- und Dub-Szene.
Swan Lake ist an Pjotr Iljitsch Tschaikowskis Schwanensee angelehnt. Als alternative Version Death Disco wurde der Song als Single ausgekoppelt.

## Titelliste
Alle Songs stammen aus der Feder von Public Image Ltd.

### Metal Box
Seite 1
1. Albatross – 10:34
Seite 2
2. Memories – 5:05
3. Swan Lake – 4:11
Seite 3
4. Poptones – 7:46
5. Careering – 4:32
Seite 4
6. No Birds – 4:41
7. Graveyard – 3:07
Seite 5
8. The Suit – 3:29
9. Bad Baby – 4:30
Seite 6
10. Socialist/Chant/Radio 4 – 12:34

### Second Edition
Seite 1
1. Albatross – 10:34
2. Memories – 5:05
Seite 2
3. Swan Lake – 4:11
4. Poptones – 7:46
5. Careering – 4:32
Seite 3
6. Socialist – 3:09
7. Graveyard – 3:07
8. The Suit – 3:29
Seite 4
9. Bad Baby – 4:30
10. No Birds – 4:41
11. Chant – 5:01
12. Radio 4 – 4:24

## Rezeption
Das Album zählt zu den wichtigsten Veröffentlichungen im Genre des Post-Punk und wurde durchgehend positiv rezensiert. Rolling Stone wählte Metal Box 2003 auf Platz 469 und 2012 auf Platz 461 der 500 besten Alben aller Zeiten  sowie Second Edition auf Platz 76 der 100 besten Alben der 1980er Jahre. Es belegt Platz 229 der 500 besten Alben aller Zeiten in der Aufstellung des New Musical Express. Pitchfork führt Second Edition auf Platz 19 der 100 besten Alben des Jahrzehnts. In der Auswahl der 200 besten Alben aller Zeiten von Uncut erreichte es Platz 74.

„Einige Tracks ziehen sich in die Länge, bis die nahezu industriellen Grooves den Zuhörer durchdringen, während die Schallwände immer näher rücken. Doch mitten in dieser Kakophonie erklingen wunderschön ungewöhnliche Laute – das schräge „Careering“ und das drängende „Poptones“. In erster Linie ist Metal Box jedoch eine Platte, deren Atmosphäre vom Titel vorgegeben wird: kalt, feucht, unerbittlich, unterirdisch. Hier spiegelt sich die Stimmung der Musiker: Absturz in immer tiefere Drogenabhängigkeit, ausgebrannt von chaotischen Tourneen. Eigentlich war es der Sound einer Band ohne Zukunft, obwohl die herben Strukturen und mächtigen Töne, die sie auf ihrem Weg nach unten entdeckten, experimentelle Musik auf Jahrzehnte beeinflussen sollte.“

„Das US-Magazin Pitchfork bejubelte die Wiederveröffentlichung mit der Behauptung, „Metal Box“ sei ein nahezu perfektes Album, es habe Rock völlig neu erfunden. Hoch gegriffen, aber ja - es ist schon eine eigene Welt, die sich da hinter den Metalldeckeln auftut. Hier zickige Disco-Beats, da schwer rollender Dub, Bässe, die klingen wie schwingende Gummiseile, über allem ein merkwürdiger Gitarrennebel, dazu nervenzersägendes Brummen, Sirren, Kreischen, der Sound rostender Industrieanlagen. Und immer wieder diese Sirenenstimme, Lydons einmalig manisches Quaken. Endzeitmusik. Kurz zuvor hatte Lydon mit den Sex Pistols noch „No Future“ getrötet, aber die Songs waren im Grunde rotzlauter, schöner, altmodischer Rock ’n’ Roll – das hier war tatsächlich der Klang einer Welt ohne Zukunft.“

Metal Box wurde in die 1001 Albums You Must Hear Before You Die aufgenommen.